# کلاک‌سر
کلاک‌سر یک روستا در ایران است که در شهرستان آمل واقع شده‌است. کلاک‌سر ۴٬۹۱۴ نفر جمعیت دارد. این روستا در حال حاضر داخل شهر آمل قرار دارد.